# Ant Anstead
Anthony Richard Anstead (Plymouth, 28 de março de 1979) é um apresentador de televisão inglês. Ele é conhecido principalmente por Wheeler Dealers (2003 a 2014) e seus outros programas centrados em carros e automóveis. Também apresenta o programa Radford Returns do Discovery Channel, ao lado do ex-piloto campeão mundial de Fórmula 1 Jenson Button.

## Vida pessoal
Anstead tem uma filha, Amelie, e um filho, Archie, com sua primeira esposa Louise. Eles se divorciaram em 2017. Ele começou a se relacionar com Christina Haack em outubro de 2017. Em 22 de dezembro de 2018, eles se casaram em Newport Beach, Califórnia. Juntos, eles têm um filho, Hudson. Em 18 de setembro de 2020, eles anunciaram sua separação.
Atualmente, Anstead namora a atriz Renée Zellweger.

## Filmografia

### Televisão
| Ano       | Título                                             | Papel        | Canal                   |
| --------- | -------------------------------------------------- | ------------ | ----------------------- |
| 2014      | For the Love of Cars                               | Apresentador | Channel 4               |
| 2015      | Building Cars Live                                 | Apresentador | BBC Two                 |
| 2016      | Worlds Most Expensive Cars                         | Apresentador | Channel 4 BBC Worldwide |
| 2016      | The One Show                                       | Apresentador | BBC One                 |
| 2016      | Chinese New Year: The Biggest Celebration on Earth | Apresentador | BBC Two                 |
| 2016      | New York: America's Busiest City                   | Apresentador | BBC Two                 |
| 2016      | Craft: I Made This                                 | Apresentador | Channel 4               |
| 2016      | The Lost Lotus: Restoring a Race Car               | Apresentador | Channel 4               |
| 2017-2020 | Wheeler Dealers                                    | Apresentador | Motor Trend             |
| 2017      | Britain's Greatest Invention                       | Apresentador | BBC Two                 |
| 2017      | Craft It Yourself                                  | Apresentador | Channel 4               |
| 2017      | Sunday Brunch - Live                               | Apresentador | Channel 4               |
| 2018      | Barrett-Jackson Live Auto Auction                  | Apresentador | Discovery Channel       |
| 2019      | Ant Anstead Master Mechanic                        | Apresentador | Motor Trend             |
| 2019      | Christina On The Coast                             | Apresentador | HGTV                    |
| 2020      | World's Greatest Cars                              | Apresentador | Sky                     |